# Litauisch-osttimoresische Beziehungen
Die Litauisch-osttimoresische Beziehungen beschreiben das zwischenstaatliche Verhältnis von Litauen und Osttimor.

## Geschichte
Osttimor und Litauen nahmen am 27. September 2013 diplomatische Beziehungen auf. Bereits 2003 trafen sich die Außenminister beider Länder, Antanas Valionis und José Ramos-Horta, zu bilateralen Gesprächen in New York.

## Diplomatie
Osttimor unterhält keine diplomatische Vertretung in Litauen. Zuständig ist der osttimoresische Botschafter in Brüssel.
Litauen verfügen über keine diplomatische Vertretung in Osttimor. In Dili gibt es eine Vertretung der Europäischen Union.

## Wirtschaft
Für 2018 gibt das Statistische Amt Osttimors keine Handelsbeziehungen zwischen Osttimor und Litauen an.

## Einreisebestimmungen
Staatsbürger Osttimors sind von der Visapflicht für die Schengenstaaten befreit. Auch litauische Staatsbürger genießen Visafreiheit in Osttimor.